# Berzovia
Berzovia là một xã thuộc hạt Caraș-Severin, România. Dân số thời điểm năm 2002 là 4176 người.